# Synopeas kimi
Synopeas kimi är en stekelart som beskrevs av Choi och Peter Neerup Buhl 2006. Synopeas kimi ingår i släktet Synopeas och familjen gallmyggesteklar. Inga underarter finns listade i Catalogue of Life.